# Suore di carità di San Paolo Apostolo
Le Suore di Carità di San Paolo Apostolo (in inglese Sisters of Charity of St. Paul the Apostle) sono un istituto religioso femminile di diritto pontificio: le suore di questa congregazione pospongono al loro nome la sigla S.P.

## Storia
Le origini della congregazione risalgono all'apertura da parte delle Suore Ospedaliere di San Paolo di una casa a Banbury, presso Birmingham, avvenuta nel 1847 su richiesta del nunzio apostolico Nicholas Wiseman.
Sotto il governo di madre Geneviève Désirée Dupuis, prima superiora della comunità, il ramo inglese si rese autonomo dalla casa madre di Chartres dando inizio a una nuova congregazione.
L'istituto ottenne il pontificio decreto di lode il 5 marzo 1864 e l'approvazione definitiva da parte della Santa Sede il 24 marzo 1931.

## Attività e diffusione
Le suore si dedicano all'assistenza ospedaliera agli ammalati e all'educazione dei giovani.
Sono presenti nel Regno Unito, in Irlanda, in Romania e in Sudafrica; la sede generalizia è a Birmingham.
Alla fine del 2008 la congregazione contava 209 religiose in 46 case.